# Asplenium smedsii
Asplenium smedsii är en svartbräkenväxtart som beskrevs av Pichi-serm. Asplenium smedsii ingår i släktet Asplenium och familjen Aspleniaceae. Inga underarter finns listade.